# QuickBASIC
Microsoft QuickBASIC（正確的簡稱是QB，而不是QBasic，後者是另外一個不同的產品）是BASIC程序設計語言的一個變種，由微軟開發，用於MS-DOS平台，也有提供Mac操作系統使用的版本。大致上來說它是源自於GW-BASIC的一個改進衍生品，相較而言它有下列改進：支援用戶自定類型、加強了對結構化編程思想的支援、增加了圖形功能和磁碟存取功能，此外，還提供了一個編譯器。相對於針對商業和專業用途的微軟BASIC Compiler產品線，QuickBASIC是一個個人用戶的開發套件。
1985年8月18日，微軟發布了第一個版本的QuickBASIC，軟體的載體是一張單面的5.25英吋軟式磁碟片。QuickBASIC配有一個和早先版本的BASIC差異很大的集成開發環境（IDE），稱為Programmer Work Bench（PWB）。行號不再是必須的，因為用戶可以通過一個全螢幕式的文字編輯器在任意位置直接插入和刪除整行代碼。
QuickBASIC所包含微軟的「PC BASIC編譯器」用來把程序代碼編譯成為DOS可執行程序。文字編輯器內置了一個解析程式，這樣可以不必離開文字編輯器而運行程序，以及在創建可執行文件之前先進行調試。然而不幸的是，在解析程式和編譯器之間存在一些細微的差別，所以，有時候在解析程式內運行良好的程序在編譯後運行卻失敗，甚至有時根本無法通過編譯。
QuickBASIC的最後一個版本是4.5版（1988年發布）。此前微軟曾在BASIC Compiler 6.0產品中附帶QuickBASIC 4.0版作為IDE環境，QB發布4.5版本後，微軟將BASIC Compiler產品線升級為BASIC專業開發系統（Professional Development System，簡稱PDS），在其中加入了稱作QuickBASIC擴展版（QuickBASIC Extended，簡稱QBX）的IDE環境。1989年BASIC PDS發布7.0，緊隨發布了7.1版本。與QuickBASIC相比，PDS可以開發DOS和OS/2應用程序，支援CodeView調試環境，能夠使用更大的內存。QuickBASIC和PDS的繼承者是Visual Basic for MSDOS 1.0版，它提供了標準版和專業版兩個版本。此後版本的Visual Basic不再提供DOS平台上的產品，這是因為微軟希望開發人員完全轉向Windows平台。
後來出現了一個以QuickBASIC 4.5為基礎的新型BASIC開發工具作為GW-BASIC的替代品被包含在MS-DOS 5及其後繼版本中，這就是QBASIC。和QuickBASIC相比，前者缺乏一些功能，能處理的程序代碼的長度受限，並且缺乏對一些獨立模塊的支持，因此只是一個純粹的命令解析程式。它不能被用來直接編譯成可執行文件，不過用它開發的代碼，可以直接拿到QuickBASIC 4.5、PDS 7.1或VBDOS 1.0下編譯。